# 職工會條例
《職工會條例》（香港法例第322章）由職工會登記局負責執行，此條例與《職工會登記規例》共同構成了職工會登記局在註冊及管理層面的法規基礎。該條例的制定旨在為職工會的登記、加強其管理和涉及此領域的相關事宜設定具體的規範。
2025年4月17日，香港特別行政區政府發布《2025年職工會（修訂）條例草案》，對《職工會條例》（第332章）進行修訂。該草案提出任何涉及國家安全犯罪行為的人不得擔任工會職員或發起職務，要求工會在接收境外勢力的資金資助或捐贈之前，需獲得工會登記局局長的批准等制度。草案強調和強化了工會登記局局長對工會的法定監督與管理的權力，旨在構建一個健全的職工會管理體系，維護國家安全。

## 修訂內容
《2025年職工會(修訂)條例草案》旨在同時保障香港居民組建及參與職工會的自由與權利，以及履行維護國家安全的義務，確保職工會的合法合規運營，不產生任何負面影響。
《2025年職工會(修訂)條例草案》主要包含以下修訂內容：
一、對工會註冊及成員資格進行管理。職工會登記局局長有權因維護國家安全理由拒絕工會的新註冊申請或合併請求，有關決定無上訴機制，但可以提司法覆核，且拒絕登記的通知期由2個月改為28日。經判定犯有危害國家安全等指定罪行者，不得在任何工會內擔任職員(即理事會成員 )或作為發起人提交新工會註冊申請。若現任職員面臨指控，應立即向職工會登記局局長通報。若存在合理理由懷疑其行為違反了相關規則，可能導致其被停職。如果該員工未能遵循相關指示，則職工會登記局有權向法庭申請強制令。
二、在接受境外勢力的資助或捐贈之前，工會必須向局長申報捐贈的來源和用途等信息，獲得批准後方可接受。。上述款項不可用於立法會等本地選舉，一旦違規，最高可能面臨罰款20萬元。同時，工會不得與境外的政治性組織建立聯繫，職工會職員亦不得在境外組織中擔任要職。若工會希望成為其他工人或僱主組織的附屬機構，需通過會員表決獲得授權。而加入其他性質的境外組織則需事先獲得行政長官的同意。若違反此規定，最高可能面臨的處罰為監禁1年和罰款20萬元。
三、強化職工會登記局局長規管及調查職工會的法定權力 。
四、其他完善職工會規管制度的修訂建議。

## 修訂進度

### 2025年2月19日
香港特別行政區政府提議修訂《職工會條例》，並将相關文件提交立法会。

### 2025年4月17日
香港特別行政區政府發布《2025年職工會（修訂）條例草案》,若草案獲順利通過，修訂條例將在刊憲當日後的六個月屆滿時實施。

### 2025年4月30日
立法會首讀和二讀《2025年職工會(修訂)條例草案》。